# Kees van Dijkhuizen
Kees van Dijkhuizen (Ermelo, 18 november 1955) is een Nederlandse zakenman en bestuurder. Hij volgde op 1 januari 2017 Gerrit Zalm op als bestuursvoorzitter van ABN AMRO. In april 2020 ging hij met pensioen.

## Levensloop
Van Dijkhuizen behaalde een doctoraal in de economie aan de Vrije Universiteit in Amsterdam. Hij begon zijn carrière op het ministerie van Financiën. In 1999 werd hij benoemd tot Directeur-Generaal Begrotingszaken. Hij was van 2000 tot 2005 Thesaurier-Generaal.
In 2005 maakte Van Dijkhuizen de overstap naar het bedrijfsleven. Hij was acht jaar lang financieel directeur (CFO) bij NIBC Bank. In 2013 maakte hij de overstap naar ABN AMRO om daar dezelfde functie te bekleden. Op dat moment was ABN AMRO nog geheel in handen van de Nederlandse overheid, nadat zij de bank in 2008 had genationaliseerd. Als CFO begeleidde Van Dijkhuizen de beursgang van ABN AMRO, die plaatsvond op 20 november 2015. Van Dijkhuizen leidde tevens het Project Simplify, een kostenbesparingsactie waardoor 975 tot 1.375 voltijdsfuncties (fte's) bij ABN AMRO verdwenen.
ABN AMRO maakte op 8 november 2016 bekend dat Van Dijkhuizen Gerrit Zalm zou opvolgen als bestuursvoorzitter van de bank. Daarmee passeerde Van Dijkhuizen Chris Vogelzang, die als de grootste kanshebber werd gezien om Zalm op te volgen. Diens benoeming zou echter niet op goedkeuring van minister van Financiën Jeroen Dijsselbloem hebben kunnen rekenen. Op 1 januari 2017 trad Van Dijkhuizen aan als bestuursvoorzitter van ABN AMRO.
In 2012-2013 was Van Dijkhuizen voorzitter van de Commissie inkomstenbelasting en toeslagen die de Nederlandse overheid adviseerde over hervormingen van het belastingstelsel. Van Dijkhuizen was voorzitter van de Rijkscommissie voor Export-, Import- en Investeringsgaranties, voorzitter van de Commissie Toezicht van Nederlandse Vereniging van Banken, bestuurslid van de Stichting Bewind (bewindvoering, testamentaire taken, toezicht op beheer van afgescheiden vermogen deel Huis Oranje-Nassau) en lid van de AFM Commissie Kapitaalmarkt.
Van Dijkhuizen maakte in april 2020 plaats voor Robert Swaak. In zijn periode als CEO kreeg Van Dijkhuizen te maken met een onderzoek van het Openbaar Ministerie vanwege een onvoldoende screening op malafide klanten. Ook was de verwachting dat de bank bij zijn vertrek weer geheel zelfstandig was, maar in april 2020 had de Nederlandse overheid nog meer dan de helft van de aandelen in haar bezit.